# Арнаута
Арнаута је река у источној Србији. Припада црноморском сливу, а извире на планини Јавор на тромеђи општине Бољевац, Књажевац и Зајечар. Сливно подручје обухвата источну Србију, тачније општину Бољевац.
Правац њеног тока је од југа ка северу. Веће притоке са леве стране су: Добропољанска, Прекостенска, Свињарска и Илинска река, а са десне Лозанска река.
Арнаута је једна од највећих притока Црног Тимока у коју се улива око 3 km од центра Валакоња (223 m).
Арнаута пролази кроз катастарске општине Добро Поље, Добрујевац, Бољевац, Бољевац Село, Мали Извор и Валакоње, а од тога кроз сама насеља Добро Поље, Добрујевац, Бољевац и Бољевац Село. Долином реке Арнауте пролази пут Бољевац – Књажевац, а река пресеца регионални пут Параћин – Зајечар.

## Етимологија
Назив Арнаута потиче од турске речи Арнаути како се називао народ на простору данашње Албаније у доба Османског царства.